# فرد وايت (ضابط شرطة)
فرد وايت (بالإنجليزية: Fred White)‏ هو ضابط شرطة أمريكي، ولد في 1849 في نيويورك في الولايات المتحدة، وتوفي في 30 أكتوبر 1880 في تومبستون في الولايات المتحدة.